# Хохловка (Московская область)
Хохловка — упразднённая в 1941 году деревня Талдомского района Московской области России. Ныне микрорайон Хохлово пгт Запрудня в Талдомском городском округе.

## История
Хохлово (Хохловка) входила в состав Гарской волости Дмитровского уезда Московской губернии.
С после административно-территориальной реформы, с 1929 года — в составе Ленинского района Кимрского округа Московской области, с 1930-го, в связи с упразднением округа, — в составе Талдомского района.
Постановлением президиума Мособлисполкома № 10 от 10 ноября 1932 г. (протокол № 63) на территории Талдомского района был образован рабочий поселок Запрудня, в который вошли населенный пункт при Запрудненском стекольном заводе, селения Запрудня и Гари часть 1 и часть 2, а в его административное подчинение — селение Хохловка и населенный пункт при Вербилковском лесопильном заводе.
Упразднена Решением Мособлисполкома № 333 от 13.02.1941 «О включении селения Хохловка в черту рабочего поселка Запрудня».